# THE AWAKENING (EP)
《THE AWAKENING》(디 어웨이크닝)은 대한민국의 걸 그룹 여자친구의 4번째 미니 앨범이다. 2017년 3월 6일 로엔 엔터테인먼트에서 발매됐다. 타이틀 곡은 〈FINGERTIP〉이다. 음반명 THE AWAKENING은 ‘자각’ 또는 ‘각성’이라는 의미의 단어로, 이는 ‘사랑에 눈 뜨다’라는 의미를 내포하고 있다.

## 개요
- 《LOL》에 이어 8개월 만에 발매하는 앨범으로, 기존의 ‘파워청순’ 콘셉트를 ‘파워시크’ 콘셉트로 바꾸어 발매하는 첫 앨범이다.[2]
- 타이틀 곡 〈FINGERTIP〉은 주체적인 사랑을 표현한 곡으로, 〈유리구슬〉부터 〈너 그리고 나〉까지 10대였던 여자친구가 20대로 성장하여 지니게 된 새로운 매력을 표현한 곡이다.[3] 세션에 스트링 대신 브라스를 사용한 최초의 타이틀곡으로, 디스코 기반의 곡이다.[4]
- 1번 트랙 〈바람의 노래〉는 바람이 불어오는 소리를 노래로 표현한 곡으로[5], 딥 하우스를 기반으로 바이올린 연주와 서정적인 가사가 더해진 곡이다.[6]
- 5번 트랙 〈봄비〉는 봄이라는 계절이 주는 느낌을 서정적으로 표현한 곡으로[7], ‘봄 시즌송’으로 불리는 발라드 곡이다.[8]

## 수록곡
| #            | 제목                                          | 작사            | 작곡                         | 편곡  | 재생 시간 |
| ------------ | --------------------------------------------- | --------------- | ---------------------------- | ----- | --------- |
| 1.           | 〈바람의 노래〉 (Hear The Wind Sing)          | Megatone, Ferdy | Megatone, Ferdy              | 3:35  |           |
| 2.           | 〈FINGERTIP〉                                 | 이기, 용배      | 이기, 용배                   | 3:30  |           |
| 3.           | 〈비행운:飛行雲〉 (Contrail)                  | Mafly, Keyfly   | Brian Choi, 220, Erik Lidbom | 3:36  |           |
| 4.           | 〈나의 지구를 지켜줘〉 (Please Save My Earth) | Mio             | Mio                          | 3:11  |           |
| 5.           | 〈봄비〉 (Rain In The Spring Time)            | Mafly, Keyfly   | Erik Lidbom, Sophia Pae, 220 | 3:29  |           |
| 6.           | 〈핑〉 (Crush)                                | e.one           | e.one                        | 3:22  |           |
| 총 재생 시간 | 총 재생 시간                                  | 총 재생 시간    | 총 재생 시간                 | 20:43 |           |

## 차트
| 차트 (2017)                 | 최고 순위 |
| --------------------------- | --------- |
| 대한민국 (가온 차트 ‘주간’) | 1         |
| 대한민국 (가온 차트 ‘월간’) | 5         |